# Byun Baek-hyun
Đây là một tên người Triều Tiên, họ là Byun và tên là Baekhyun.
Byun Baek-hyun (tiếng Hàn: 변백현; Hanja: 邊伯賢; Romaja: Byeon Baek-hyeon; Hán-Việt: Biện Bạch Hiền, sinh ngày 6 tháng 5 năm 1992), thường được biết đến với nghệ danh Baekhyun, là một nam ca sĩ, diễn viên người Hàn Quốc, giọng ca chính của nhóm nhạc nam Hàn Quốc EXO, nhóm nhỏ EXO-CBX, trưởng nhóm của nhóm nhạc dự án SuperM do SM Entertainment thành lập và quản lý.
Anh ra mắt với tư cách ca sĩ solo vào tháng 7 năm 2019 với mini-album đầu tay City Lights, bán được hơn nửa triệu bản, là album bán chạy nhất của một nghệ sĩ solo tại Hàn Quốc trong thập niên 2010. Năm 2020, mini-album thứ 2 Delight của anh đạt cột mốc doanh thu hơn 1 triệu bản trên Gaon, giúp Baekhyun trở thành nghệ sĩ solo đầu tiên của K-pop làm được điều này sau 19 năm.

## Tiểu sử
Baekhyun sinh ngày 6 tháng 5 năm 1992 tại thành phố Bucheon, tỉnh Gyeonggi, Hàn Quốc. Năm 2011, khi đang theo học tại trường trung học Jungwon, Baekhyun tham gia vào một ban nhạc của trường và giành giải thưởng tại một chương trình biểu diễn nhạc rock địa phương. Khi đang chuẩn bị cho kì thi đại học, anh được nhân viên của SM Entertainment phát hiện và trở thành thực tập sinh của công ty. Baekhyun từng cho biết Rain là một trong những người gây ảnh hưởng tới quyết định trở thành ca sĩ của mình.

## Sự nghiệp

### 2012–nay: Ra mắt với EXO, diễn xuất và EXO-CBX
Baekhyun là một trong những thành viên cuối cùng gia nhập vào EXO và được công bố là thành viên chính thức thứ 9 của nhóm vào ngày 30 tháng 1 năm 2012. Anh đảm nhận vai trò hát chính của nhóm.

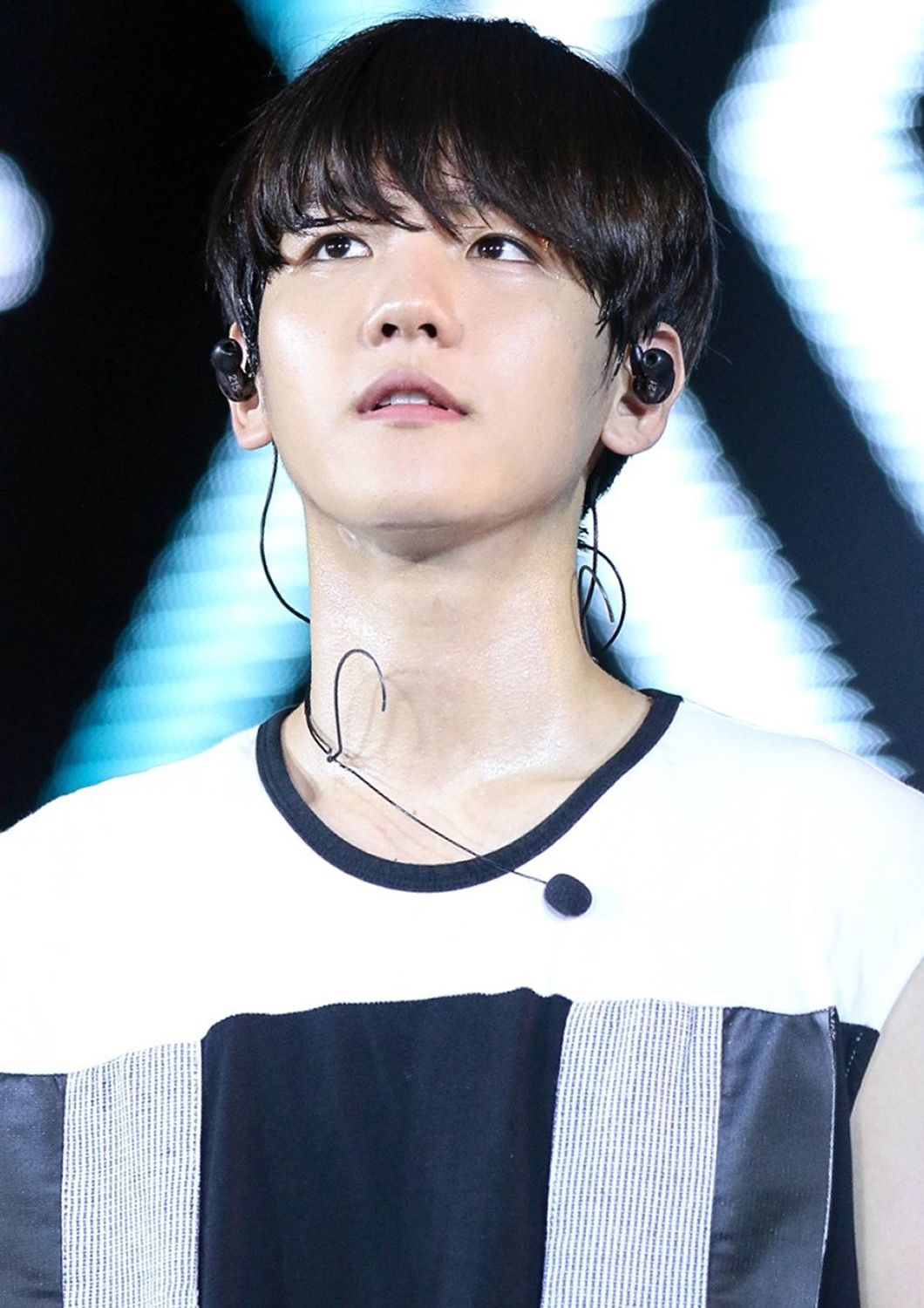
Baekhyun trong chuyến lưu diễn The Lost Planet của EXO vào tháng 9 năm 2014

Từ tháng 2 năm 2014 đến tháng 12 năm 2014, Baekhyun và thành viên cùng nhóm Suho đảm nhận vai trò người dẫn chương trình cho chương trình âm nhạc Inkigayo. Ngày 8 tháng 7 năm 2014, anh tham gia phiên bản Hàn Quốc của vở nhạc kịch Singin' in the Rain do SM C&C sản xuất, đảm nhận vai chính Don Lockwood.
Tháng 4 năm 2015, Baekhyun phát hành bài hát Beautiful, nhạc phim của web drama EXO Next Door. Bài hát đứng đầu trên nhiều bảng xếp hạng ở cả Trung Quốc và Hàn Quốc. Tháng 5 năm 2015, Baekhyun và diễn viên Yeo Jingoo được xác nhận sẽ tham gia bộ phim điện ảnh Dokgo, tuy nhiên việc sản xuất bộ phim được công bố là đã bị hủy bỏ vào tháng 1 năm 2016. Ngày 28 tháng 12 năm 2015, Baekhyun biểu diễn bài hát Like Rain Like Music để tưởng nhớ nam ca sĩ Hàn Quốc quá cố Kim Hyun-sik trong chương trình âm nhạc cuối năm Gayo Daejun của đài SBS. Ngay sau đó phiên bản phòng thu của bài hát được phát hành trực tuyến trên các trang web âm nhạc Hàn Quốc.
Ngày 7 tháng 1 năm 2016, Baekhyun và Suzy, thành viên nhóm nhạc nữ miss A, phát hành bài hát song ca "Dream". Bài hát nhanh chóng đứng đầu tất cả các bảng xếp hạng âm nhạc thời gian thực tại Hàn Quốc và đạt vị trí cao nhất trên bảng xếp hạng đĩa đơn của Gaon, đồng thời giành chiến thắng năm lần trên các chương trình âm nhạc Music Bank và Inkigayo. Tháng 4 năm 2016, Baekhyun nhận được giải thưởng Ca sĩ Hàn Quốc được yêu thích nhất tại lễ trao giải YinYueTai V-Chart Awards lần thứ 4.
Tháng 8 năm 2016, Baekhyun xuất hiện lần đầu tiên trên màn ảnh nhỏ với vai diễn Thập hoàng tử Wang Eun bên cạnh các diễn viên như Lee Joon-gi, Kang Ha-neul, Lee Ji-eun và Seohyun trong bộ phim truyền hình cổ trang Scarlet Heart: Ryeo có kịch bản được chuyển thể từ tiểu thuyết Trung Quốc Bộ Bộ Kinh Tâm. Anh cũng cùng với hai thành viên cùng nhóm Xiumin và Chen phát hành bài hát "For You" làm nhạc phim cho bộ phim. Tháng 10 năm 2016, cùng với Chen và Xiumin, Baekhyun ra mắt với tư cách EXO-CBX, nhóm nhỏ đầu tiên của EXO.
Tháng 2 năm 2017, Baekhyun và Soyou, thành viên nhóm nhạc nữ Sistar, phát hành bài hát song ca Rain. Bài hát đạt vị trí thứ hai trên bảng xếp hạng nhạc số của Gaon. Tháng 4 năm 2017, anh phát hành bài hát Take You Home thuộc mùa thứ hai của dự án Station. Bài hát đạt vị trí thứ 12 trên bảng xếp hạng nhạc số của Gaon. Tháng 8 năm 2018, Baekhyun và rapper Loco phát hành một bài hát nữa với tên gọi "Young" cho dự án Station.

### 2019–nay: Ra mắt với tư cách ca sĩ solo và SuperM

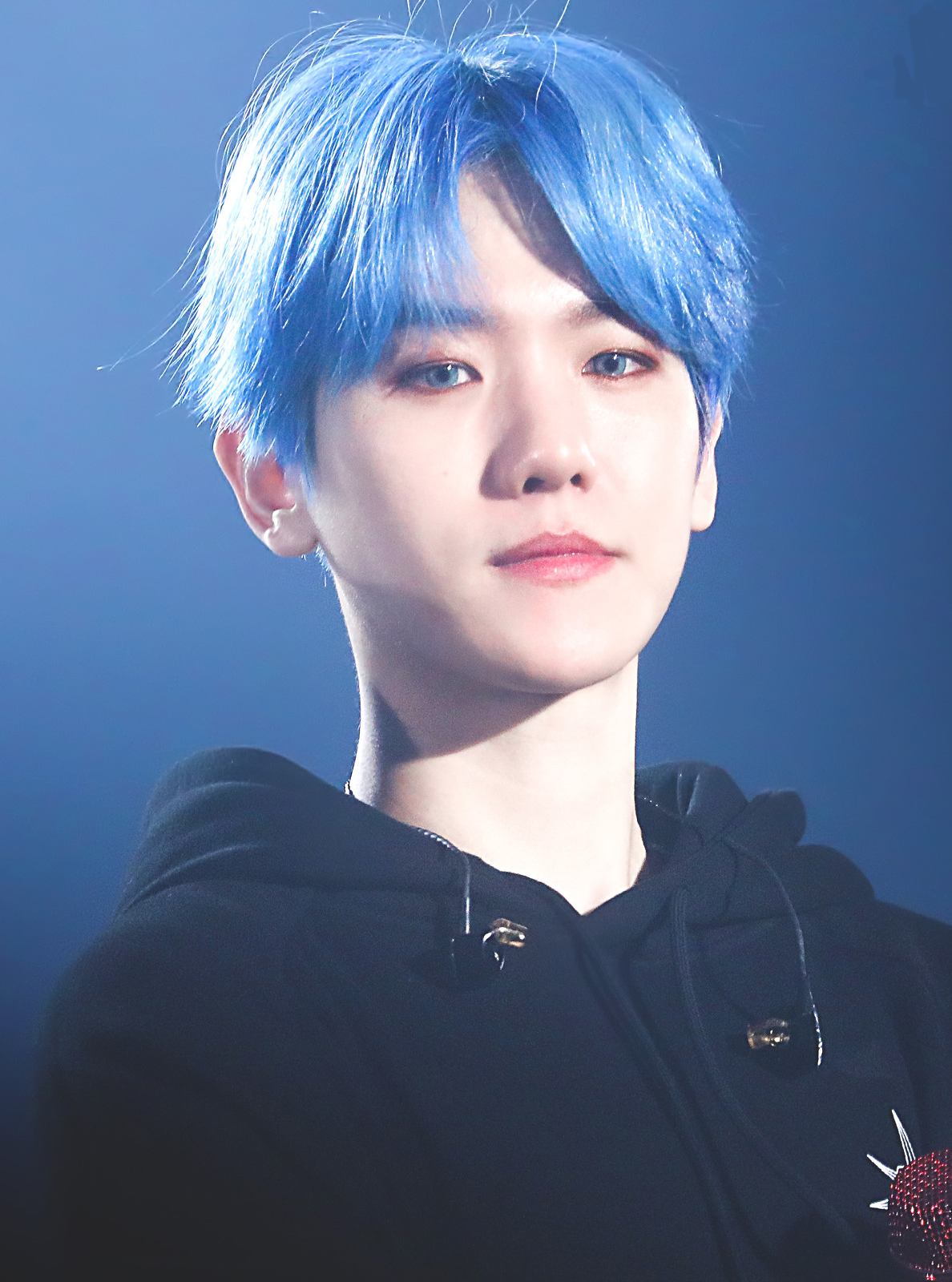
Baekhyun trong chuyến lưu diễn The Exploration của EXO vào tháng 12 năm 2019

Ngày 10 tháng 7 năm 2019, Baekhyun phát hành mini-album đầu tay City Lights và trở thành thành viên thứ ba của EXO ra mắt với tư cách ca sĩ solo. Album đứng đầu bảng xếp hạng album của Gaon và đã được chứng nhận 2x Bạch kim. Tháng 8 năm 2019, Baekhyun trở thành viên của SuperM, một nhóm nhạc dự án đặc biệt của SM Entertainment hoạt động chủ yếu tại thị trường Mỹ. Nhóm phát hành mini-album đầu tay Super M vào tháng 10 năm 2019. Tháng 12 năm 2019, Baekhyun nhận được giải Nghệ sĩ nam xuất sắc nhất tại lễ trao giải Mnet Asian Music Awards 2019.
Đầu năm 2020, Baekhyun phát hành hai đĩa đơn nhạc phim, bao gồm "My Love" cho bộ phim truyền hình Người thầy y đức và "On the Road" cho bộ phim truyền hình Hyena. Tháng 5, anh hợp tác với Bolbbalgan4 trong ca khúc mang tên "Leo". Bài hát đạt vị trí thứ hai trên bảng xếp hạng kỹ thuật số hàng tuần của Gaon. Ngày 25 tháng 5, Baekhyun phát hành mini-album thứ hai Delight bao gồm 7 bài hát, trong đó ca khúc chính mang tựa đề Candy. Trong tháng 6, album đạt doanh số 971.000 bản, giúp Baekhyun trở thành ca sĩ solo đầu tiên đủ điều kiện nhận được chứng nhận 3x Bạch Kim của KMCA. Ngày 1 tháng 7, Delight được công bố là đã bán được trên 1 triệu bản - lần đầu tiên album của một ca sĩ solo Hàn Quốc làm được điều này trong suốt 19 năm kể từ sau Another Days (2001) của Kim Gun-mo. Cũng trong tháng 7, Baekhyun phát hành bản làm lại ca khúc Garden in the Air của BoA từ album Girls on Top (2005) thông qua SM Station trong dự án kỷ niệm 20 năm ra mắt của BoA. Vào cuối năm 2020, anh đã phát hành thêm hai ca khúc nhạc phim, bao gồm "Every Second" cho bộ phim truyền hình Ký sự thanh xuân và "Happy" cho bộ phim truyền hình Em có thích Brahms không?. Ngày 6 tháng 12, Baekhyun giành được Giải thưởng Âm nhạc Châu Á Mnet cho Nam nghệ sĩ xuất sắc nhất năm thứ hai liên tiếp. Ngày 21 tháng 12, anh phát hành một đĩa đơn nhạc số có tựa đề "Amusement Park".
Ngày 3 tháng 1 năm 2021, Baekhyun tổ chức buổi hòa nhạc solo đầu tiên, Baekhyun: Light, một cách trực tuyến do không thể tổ chức một buổi hòa nhạc thông thường trong bối cảnh đại dịch COVID-19. Đêm diễn được phát sóng trên Beyond Live và thu hút hơn 110.000 khán giả từ 120 quốc gia. Một ngày sau, anh phát hành đĩa đơn nhạc số "Get You Alone" từ mini-album tiếng Nhật đầu tay Baekhyun (EP). Album được phát hành vào ngày 21 tháng 1 và đã được Hiệp hội Công nghiệp Ghi âm Nhật Bản chứng nhận đĩa Vàng. Ngày 30 tháng 3, Baekhyun phát hành mini album thứ tư Bambi với bài hát chủ đề cùng tên, hoạt động cuối cùng của anh trước khi nhập ngũ vào ngày 6 tháng 5. Album đã phá kỉ lục album của một ca sĩ solo được đặt trước nhiều nhất tại Hàn Quốc của Delight. Album lọt vào bảng xếp hạng Gaon Album Chart ở vị trí thứ nhất và là album tiếng Hàn thứ hai liên tiếp của Baekhyun bán được hơn 1 triệu bản.

## Đời tư
Tháng 2 năm 2014, Baekhyun bắt đầu một mối quan hệ tình cảm với Taeyeon - nghệ sĩ cùng công ty và thành viên nhóm nhạc nữ Girls' Generation. Tháng 9 năm 2015, công ty chủ quản của cả hai là SM Entertaiment xác nhận họ đã chia tay do lịch trình làm việc bận rộn.
Từ ngày 6 tháng 5 năm 2021, Baekhyun đang thực hiện nghĩa vụ quân sự bắt buộc. Vì mắc bệnh suy giáp, anh thực hiện nghĩa vụ trong vai trò nhân viên phục vụ cộng đồng thay vì lính tại ngũ. và anh sẽ xuất ngũ vào ngày 5 tháng 2 năm 2023

## Danh sách đĩa nhạc
Mini-album
- City Lights (2019)
- Delight (2020)
- Baekhyun (2021)
- Bambi (2021)
- Hello, World (2024)

## Danh sách phim

### Phim truyền hình
| Phim                            | Năm  | Kênh    | Vai        | Ghi chú          |
| ------------------------------- | ---- | ------- | ---------- | ---------------- |
| To the Beautiful You            | 2012 | SBS     | Chính mình | Khách mời; tập 2 |
| EXO Next Door                   | 2015 | Line TV | Chính mình | Vai chính        |
| Moon Lovers: Scarlet Heart Ryeo | 2016 | SBS     | Wang Eun   | Vai thứ chính    |

### Chương trình truyền hình
| Chương trình | Năm  | Kênh | Vai trò          |
| ------------ | ---- | ---- | ---------------- |
| Inkigayo     | 2014 | SBS  | Dẫn chương trình |
| Master Key   | 2017 | SBS  | Khách mời tập 1  |

## Người mẫu tạp chí

### Lục đại tạp chí
| Tên tạp chí     | Mở khoá                | Ghi chú                                                           |
| --------------- | ---------------------- | ----------------------------------------------------------------- |
| VOGUE           |                        | 1 bìa Cùng với EXO vào năm 2017                                   |
| Harper's BAZAAR | {\displaystyle \surd } | 5 bìa                                                             |
| ELLE            | {\displaystyle \surd } | 1 bìa                                                             |
| Marie Claire    |                        |                                                                   |
| COSMOPOLITAN    |                        | 1 bìa Cùng với dàn cast Người tình ánh trăng - Bộ bộ kinh tâm: Lệ |
| W Korea         | {\displaystyle \surd } | 8 bìa                                                             |

## Nhạc kịch
| Vở kịch             | Năm  | Vai          | Ghi chú   |
| ------------------- | ---- | ------------ | --------- |
| Singin' in the Rain | 2014 | Don Lockwood | Vai chính |

## Dẫn chương trình
| Thời gian                         | Tên chương trình              | Kênh | Cùng với                           |
| --------------------------------- | ----------------------------- | ---- | ---------------------------------- |
| 23 tháng 8 năm 2013               | Music Bank                    | KBS  | Chanyeol                           |
| 6 tháng 9 năm 2013                | Music Bank                    | KBS  | Chanyeol                           |
| 14 tháng 11 năm 2013              | Melon Music Awards            |      | Chanyeol, Suho, Kai                |
| 16 tháng 2 - 20 tháng 12 năm 2014 | Inkigayo                      | SBS  | Hwang Kwang Hee, Suho, Lee Yoo Bin |
| 26 tháng 12 năm 2016              | SBS Gayo Daejeon 2016         | SBS  | Yoo Hee Yeol, SNSD Yuri            |
| 22 tháng 12 năm 2018              | Giải thưởng giải trí KBS 2018 | KBS  | Lee Young Ja                       |

## Sáng tác
| Năm  | Album   | Bài hát | Lời | Cùng với                        |
| ---- | ------- | ------- | --- | ------------------------------- |
| 2013 | XOXO    | Lucky   | Yes | Chanyeol, Kim Eana              |
| 2017 | The War | KoKoBop | Yes | Chanyeol, Chen, JQ, Hyun Ji-won |